# Bernabe Villacampo
Bernabe Villacampo est un boxeur philippin né le 11 juin 1943 à Toledo City.

## Carrière
Passé professionnel en 1962, il échoue pour le titre de champion du monde des poids mouches WBC face à Chartchai Chionoi le 10 novembre 1968 mais remporte la ceinture WBA le 19 octobre 1969 en battant aux points le Japonais Hiroyuki Ebihara. Cette victoire est éphémère car Villacampo perd cette ceinture dès sa première défense contre Berkrerk Chartvanchai le 5 avril 1970. Il met un terme à sa carrière de boxeur en 1979 sur un bilan de 39 victoires, 21 défaites et 5 matchs nuls.

## Référence
1. ↑  (en) Hiroyuki Ebihara vs. Bernabe Villacampo (boxrec.com)